# Río Seco 2da. Sección C
Río Seco 2da. Sección C är en ort i Mexiko.   Den ligger i kommunen Cárdenas och delstaten Tabasco, i den sydöstra delen av landet, 600 km öster om huvudstaden Mexico City. Río Seco 2da. Sección C ligger 23 meter över havet och antalet invånare är 738.
Terrängen runt Río Seco 2da. Sección C är mycket platt. Runt Río Seco 2da. Sección C är det ganska tätbefolkat, med 155 invånare per kvadratkilometer. Närmaste större samhälle är Cárdenas, 9,2 km söder om Río Seco 2da. Sección C. Trakten runt Río Seco 2da. Sección C består till största delen av jordbruksmark.